# Segundo Mercado
Laurencio Segundo Mercado Mina (5 de enero de 1967) es un boxeador retirado de Ecuador.
Mercado se convirtió en profesional después de los Juegos y luchando como un peso mediano, acumulado un récord de 18-2.
El 17 de diciembre de 1994, Mercado se enfrentó con el futuro campeón indiscutible de peso mediano Bernard Hopkins por el título vacante de peso mediano de la FIB. Mercado envió a la lona a Hopkins dos veces, pero la pelea se anotó en empate. Volvieron a encontrarse cuatro meses después, y en esta ocasión Hopkins ganó por nocaut técnico en el séptimo asalto.
Mercado se trasladó a la división supermediano después de perder ante Hopkins, y desafió al campeón de peso supermediano de la AMB, Frankie Liles; Mercado se detuvo en cinco asaltos. Mercado continuó en el boxeo, pero no pudo ganar otro combate y se retiró en 2003 con un registro final de 19-10-2.